# 澳至尊
澳至尊國際控股有限公司，簡稱澳至尊國際控股、澳至尊國際，以及澳至尊（英語：Ausupreme International Holdings Limited，港交所：2031），在2001年，由蔡志輝和何家敏夫婦，於香港（總部）成立「信基國際企業有限公司」。
業務在香港和澳門經營生產、銷售和代理有關保健食品，包括由鄭秀文代言人的「澳至尊」等。
股份於2016年8月9日於香港交易所主板上市，原上市代碼為2031.HK，招股價為1.2港元，全球發售為1.875億股，集資額為2億港元，主要用作為品牌發展、拓展及改善銷售網絡、開發電商、豐富產品組合，其餘則用作營運資金，事實上在2015年12月開始進行上市籌備，但由於港交所需要審批需時，因此只能在2016年7月尾進行招股。
其後再次以香港公開招股為187,500,000股股份發行，而發售股份為0.55港元，集資額為1.33億港元，上市日期為2016年9月12日。

## 發展歷程
2001年：澳至尊國際控股有限公司旗下信基國際企業有限公司於香港成立
2002年：成為「Organic Nature」品牌的總代理
2011年：於澳門設立首個「澳至尊」專櫃
2012年：首間香港澳至尊專門店開幕
2013年：拓展新加坡市場，設立新加坡專門店
2014年：推出一系列電視及平面廣告
2016年：於港交所主板上市，上市編號為2031.HK
2017年：澳至尊於上水匯開設全新概念店
2018年：鄭秀文小姐擔任澳至尊代言人

## 外部連結
- AUSupreme.com